# George Oprescu
George Oprescu (Câmpulung, 27 de noviembre de 1881- Bucarest, 13 de agosto de 1969) fue un historiador, crítico de arte y coleccionista rumano. Nacido en una familia de pocos recursos, desarrolló un gusto por las bellas artes a temprana edad, así como por el idioma francés, que enseñó hasta los cuarenta años. Posteriormente, trabajando para la Sociedad de las Naciones, centró su atención en la historia del arte y se convirtió en profesor de este campo en la Universidad de Bucarest en 1931 (más tarde en la Universidad Nacional de las Artes de Bucarest). Asimismo fue conservador de museos y editor de revistas, y en 1949 estableció el Instituto de Historia del Arte, que lideró durante dos décadas hasta su muerte. Su importante colección privada está ahora en manos de varias instituciones, mientras que su obra escrita ayudó a sentar las bases para que la historia del arte se convirtiera en la disciplina actual en su país. Fue nombrado miembro de honor de la Academia Rumana (1948). 

## Biografía

### Educación y enseñanza
Nacido en Câmpulung, se crio en un hogar de pocos recursos y estuvo marcado por la temprana muerte de su madre. Gracias el apoyo de varias personalidades y por haber obtenido las mejores calificaciones durante la escuela primaria, fue a la capital, Bucarest, para asistir a la Escuela Secundaria Matei Basarab, viviendo con la familia de su compañero de clase Constantin Ionescu-Mihăești. Desarrolló una sensibilidad artística en este entorno, rico en objetos de arte, pinturas, libros y muebles valiosos. Además, cultivó el amor por el idioma francés, lo que le permitió leer numerosas obras clásicas originales. Sus maestros favoritos fueron el periodista e historiador Gheorghe Ionescu-Gion, quien le enseñó historia y francés, y el folclorista, historiador de la literatura y periodista Gheorghe Dem Teodorescu, su maestro de lengua y literatura rumana. En el verano de 1900, junto con otros alumnos becados, realizó un viaje de estudios a Grecia bajo la supervisión de Grigore Tocilescu. Ese otoño, siguiendo la propuesta de Ionnescu-Gion, fue nombrado profesor en Matei Basarab, lo que le permitió financiar sus estudios en la Facultad de Literatura y Filosofía de la Universidad de Bucarest. Fue durante los años siguientes cuando se ahondó su aprecio por el arte, guiado por Ioan Cantacuzino, un devoto coleccionista de grabados.
Tras graduarse en 1905, se convirtió en profesor de lengua y literatura francesa en Giurgiu. En 1907, se trasladó al Colegio Nacional Trajano de Turnu Severin, permaneciendo allí hasta 1920, incluido un período como director. Entre sus alumnos estaba el futuro crítico literario Șerban Cioculescu, quien recordaba su disciplina estricta. Durante las vacaciones de verano, solo o con estudiantes y profesores, viajaba a museos de arte en Austria, Alemania, Italia y Francia. Declaró su apoyo a la revuelta de los campesinos rumanos de 1907, y en enero de 1917, durante la Primera Guerra Mundial, tras condenar a las autoridades de ocupación alemanas, estuvo entre los sesenta intelectuales y burócratas que fueron arrestados en Turnu Severin. Posteriormente, Oprescu fue enviado a Bulgaria, donde fue internado en un campo antes de ser liberado varios meses después. Posteriormente, se convirtió en profesor asociado en la Universidad de Cluj, que estaba ubicada en una región que había quedado bajo jurisdicción rumana tras la unión de Transilvania con Rumanía. En Cluj, continuó enseñando lengua y literatura francesas, y también estableció y dirigió un seminario de historia del arte. Mientras asistía a cursos especializados en Francia, se hizo amigo de Henri Focillon, cuya biografía escribiría más tarde y cuyas cartas a Oprescu se publicaron póstumamente.

### Cátedra y fundación del Instituto de Historia del Arte

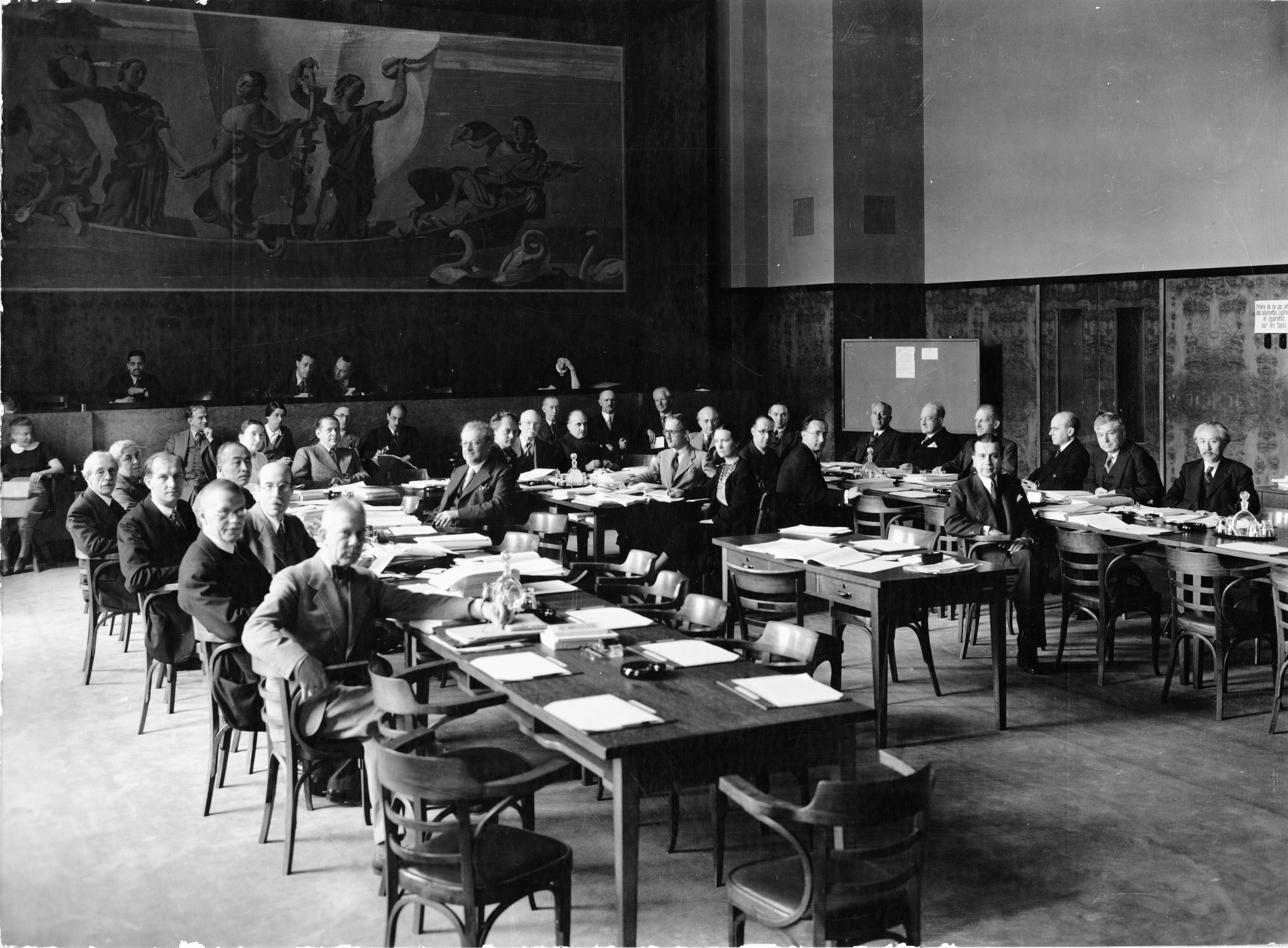
Sesión plenaria del Comité Internacional de Cooperación Intelectual (ICIC) de la Sociedad de Naciones, 1939. Oprescu es el segundo desde la derecha.

De 1923 a 1930, Oprescu desempeñó el cargo de secretario del Comité Internacional de Cooperación Intelectual (ICIC) de la Sociedad de Naciones en Ginebra; y luego de la Comisión de Literatura y Arte hasta 1939, cuando regresa a Rumanía. En 1931, Nicolae Iorga le invitó a unirse a la facultad de la Universidad de Bucarest, y allí se ejercería como catedrático de historia del arte. El nombramiento marcó un punto de inflexión en el desarrollo de la historia del arte como disciplina en Rumanía. Su docencia, reflejo de sus actividades de investigación, sentó las bases para el trabajo futuro en múltiples áreas. Aparte de su enseñanza de la historia del arte occidental, estableció un curso sobre arte rumano moderno, aunque se alejó un poco de las vanguardias y la teoría modernista de la década de 1920. De 1932 a 1942, dirigió el Museo Toma Stelian, al que donó muchas de las obras de arte que había comprado tanto en Rumanía como en el extranjero. La colección del museo pasaría más tarde al Museo Nacional de Arte de Rumanía.
Junto con Ion Ștefănescu, fundó y se convirtió en coeditor de la revista Analecta en 1942. Aunque solo se publicaron cuatro números entre 1943 y 1947, marcó una nueva dirección en los campos del arte europeo y de la teoría del arte, así como del arte moderno y del arte rumano medieval. Dio como un tono menos nacionalista que el utilizado por los historiadores del arte anteriores. En 1948, tras el establecimiento de la República Popular de Rumanía, se convirtió en miembro honorario de la Academia Rumana. Desde 1949 hasta su muerte en 1969, dirigió el Instituto de Historia del Arte de la Academia, que fundó y que hoy lleva su nombre. Aunque fue un colaborador pragmático del régimen, contrató a figuras marginadas o perseguidas como Ion Frunzetti, Alexandru Paleologu, Remus Niculescu, Emil Lăzărescu, P. H. Stahl y Pavel Chihaia. En 1961, se convirtió en miembro del selecto grupo de personas que recibió el segundo honor más alto del estado comunista, la Orden de la Estrella de la República Popular de Rumanía, de primera clase. Durante su paso por el Instituto promovió la investigación científica, el trabajo de archivo y de campo, y su dotación con libros y documentos que luego se convertirían en biblioteca. También fundó dos revistas, Studii și Cercetări de Istoria Artei y Revue Roumaine d'Histoire de l'Art.

### Trabajo y legado

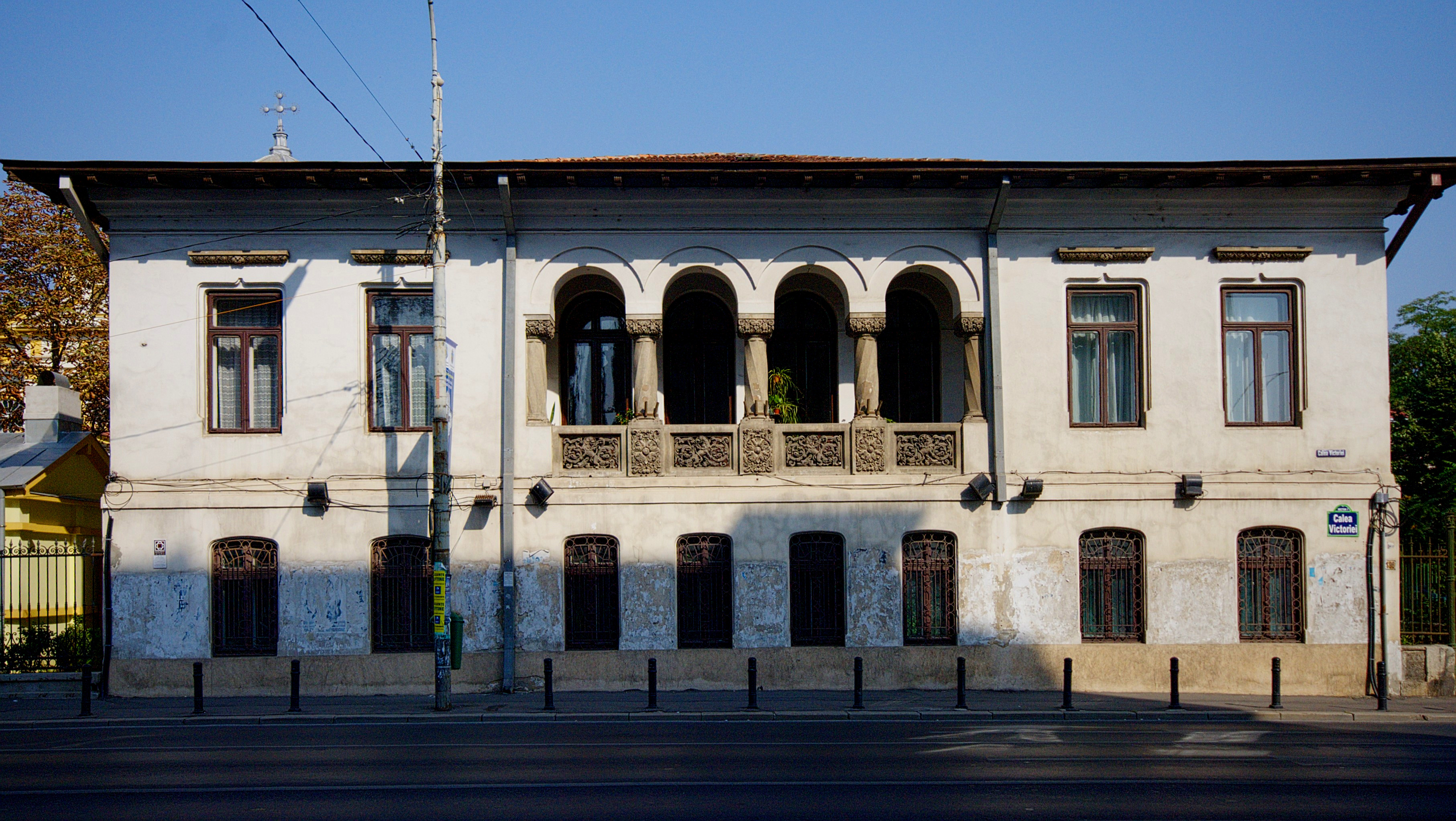
Casa Dissescu, donde está alojado el Instituto de Historia del Arte de la Academia, fundado por Oprescu en la calea Victorirei de Bucarest en 1949.

En 1962, donó una colección de mil cuatrocientas pinturas y seis mil grabados a la Academia, con obras de Durero, Rembrandt, Delacroix, Courbet, Picasso, Bonington, entre otros. Allí se exhibió su colección privada, que se encontraba en su casa del barrio de Cotroceni, hasta 1977, cuando sus cuadros, dibujos, piezas decorativas y del arte popular fueron entregados al Museo de Colecciones de Arte, mientras que sus libros fueron entregados al Instituto. También donó su residencia de Câmpulung al Instituto, y el edificio ahora sirve para albergar a investigadores visitantes. Aunque comenzó a investigar la historia del arte relativamente tarde, a principios de la década de 1920, su energía y longevidad le aseguraron una producción considerable. Interesado en un enfoque sistemático del tema, también buscó el reconocimiento del arte rumano en el extranjero, publicando en Francia, Suecia, Suiza, Alemania y el Reino Unido, y encargando traducciones de muchas de las obras que publicó en rumano.
En un principio se centró en el arte campesino y en pintores como Gheorghe Petrașcu e Ion Andreescu. En 1937 publicó Pictura românească în secolul al XIX-lea ("Pintura rumana en el siglo XIX"), la primera publicación integral sobre el tema. Más tarde, escribió sobre temas como el dibujo, la pintura y la escultura moderna y la historia del arte europeo. Publicó numerosos estudios y artículos en revistas de historia del arte nacionales y extranjeras. Las siguientes revistas publicaron sus trabajos: Contemporanul (1951-1969), Flacăra (1954-1969), Luceafărul (1956-1966), Ramuri (1964-1969) ), Revista Fundaţiei Regale (1944-1946), La Roumanie d'aujourd'hui (1963-1966), La Roumanie nouvelle (1954-1958), Scînteia (1954-1969), Scînteia Tineretului (1963-1968), Universul (1932-1947) y Viața Românească (1937-1940).

## Obras destacadas
- Arta țărănească la români, 1922.
- Géricault, monografía, 1927.
- Pictura românească în secolul al XIX-lea, 1937,
- Grafica românească în secolul al XIX-lea (2 volúmenes), 1941–1945.
- Manual de istoria artei, 1943–1946.
- Bisericile-cetăți ale sașilor din Ardeal, 1956.
- Sculptura statuară românească, 1957.
- Scurtă istorie a artelor plastice în R.P.R.. Bucarest: Editura Academiei R.P.R, 1958.
- Nicolae Grigorescu, monografía, 1961,
- Ștefan Popescu dibujante. Bucarest: Editura Academiei R.P.R., 1960.